# Liste der Richter am Polnischen Verfassungsgerichtshof

## Liste der Richter
| Sejm      | Vorschlag | Jastimmen        | Name                             | Amtsantritt    | Amtsabtritt      |
| --------- | --- | ---------------- | -------------------------------- | -------------- | ---------------- |
| 8.        | PiS | 228              | Wojciech Sych                    | 8. Mai 2019    |                  |
| 8.        | PiS | 228              | Jarosław Wyrembak                | 30. Jan. 2018  |                  |
| 8.        | PiS | 248              | Justyn Piskorski                 | 18. Sept. 2017 |                  |
| 8.        | PiS | 227              | Andrzej Zielonacki               | 28. Juni 2017  |                  |
| 8.        | PiS | 231              | Michał Warciński                 | 20. Dez. 2016  |                  |
| 8.        | PiS | 227              | Zbigniew Jędrzejewski            | 28. Apr. 2016  |                  |
| 8.        | PiS | 234              | Julia Przyłębska                 | 9. Dez. 2015   |                  |
| 8.        | PiS | 233              | Piotr Pszczółkowski              | 3. Dez. 2015   |                  |
| 8.        | PiS | 236              | Mariusz Muszyński                | 2. Dez. 2015   |                  |
| 7.        | PO-PSL-SLD | 340              | Leon Kieres                      | 23. Juli 2012  |                  |
| 8.        | PiS | 234              | Grzegorz Jędrejek                | 27. Febr. 2017 | 19. Jan. 2020 2  |
| 8.        | PiS | 236              | Henryk Cioch                     | 2. Dez. 2015   | 20. Dez. 2017 2  |
| 8.        | PiS | 232              | Lech Morawski                    | 2. Dez. 2015   | 12. Juli 2017 2  |
| 6.        | PO-SLD-PJN-DKP-SDPL-Parteiloser | d243             | Andrzej Wróbel                   | 29. Mai 2011   | 24. Jan. 2017 1  |
| 6.        | PO | b253             | Małgorzata Pyziak-Szafnicka      | 5. Jan. 2011   | 5. Jan. 2020     |
| 6.        | PO-PSL-Parteiloser | c200             | Marek Zubik                      | 3. Dez. 2010   | 3. Dez. 2019     |
| 6.        | PO | c348             | Piotr Tuleja                     | 3. Dez. 2010   | 3. Dez. 2019     |
| 6.        | PO | c203             | Stanisław Rymar                  | 3. Dez. 2010   | 3. Dez. 2019     |
| 6.        | PO | 415              | Sławomira Wronkowska-Jaśkiewicz  | 6. Mai 2010    | 6. Mai 2019      |
| 6.        | PO | 270              | Stanisław Biernat                | 26. Juni 2008  | 26. Juni 2017    |
| 6.        | PO | e222             | Andrzej Rzepliński               | 19. Dez. 2007  | 19. Dez. 2016    |
| 5.        | LPR-SRP | 328              | Mirosław Granat                  | 27. Apr. 2007  | 27. Apr. 2016    |
| 5.        | LPR-SRP | 207              | Lidia Bagińska                   | 8. Dez. 2006   | 12. März 2007 1  |
| 5.        | PiS | 303              | Teresa Liszcz                    | 8. Dez. 2006   | 8. Dez. 2015     |
| 5.        | PiS | f224             | Zbigniew Cieślak                 | 2. Dez. 2006   | 2. Dez. 2015     |
| 5.        | LPR-SRP | g231             | Marek Kotlinowski                | 6. Nov. 2006   | 6. Nov. 2015     |
| 5.        | PiS | g237             | Wojciech Hermeliński             | 6. Nov. 2006   | 6. Nov. 2015     |
| 5.        | PiS | g224             | Maria Gintowt-Jankowicz          | 6. Nov. 2006   | 6. Nov. 2015     |
| 4.        | SLD | h210             | Adam Jamróz                      | 22. Juli 2003  | 22. Juli 2012    |
| 4.        | SLD-PSL-UP | i219             | Ewa Łętowska                     | 28. Mai 2002   | 28. Mai 2011     |
| 4.        | SLD | j290             | Bohdan Zdziennicki               | 2. Dez. 2001   | 2. Dez. 2010     |
| 4.        | SLD | j378             | Mirosław Wyrzykowski             | 2. Dez. 2001   | 2. Dez. 2010     |
| 4.        | SLD | j291             | Marek Mazurkiewicz               | 2. Dez. 2001   | 2. Dez. 2010     |
| 4.        | SLD | j299             | Marian Grzybowski                | 2. Dez. 2001   | 2. Dez. 2010     |
| 3.        | UW | 364              | Janusz Niemcewicz                | 2. März 2001   | 2. März 2010     |
| 3.        | AWS | k199             | Jerzy Stępień                    | 25. Juni 1999  | 25. Juni 2008    |
| 3.        | UW | l240             | Jerzy Ciemniewski                | 18. Dez. 1998  | 18. Dez. 2007    |
| 3.        | AWS | m263             | Andrzej Mączyński                | 1. Dez. 1997   | 1. Dez. 2006     |
| 3.        | AWS | m240             | Biruta Lewaszkiewicz-Petrykowska | 1. Dez. 1997   | 1. Dez. 2006     |
| 3.        | AWS | m254             | Wiesław Johann                   | 1. Dez. 1997   | 1. Dez. 2006     |
| 3.        | UW | n235             | Teresa Dębowska-Romanowska       | 5. Nov. 1997   | 5. Nov. 2006     |
| 3.        | AWS | n274             | Marek Safjan                     | 5. Nov. 1997   | 5. Nov. 2006     |
| 3.        | AWS | n256             | Marian Zdyb                      | 5. Nov. 1997   | 5. Nov. 2006     |
| 2.        | UW | o289             | Jadwiga Skórzewska-Łosiak        | 21. Juli 1995  | 21. Juli 2003    |
| 2.        | ? | 217              | Krzysztof Kolasiński             | 27. Mai 1994   | 27. Mai 2002     |
| 2.        | SLD | p293             | Janusz Trzciński                 | 1. Dez. 1993   | 1. Dez. 2001     |
| 2.        | PSL | p293             | Stefan Jaworski                  | 1. Dez. 1993   | 1. Dez. 2001     |
| 2.        | SLD | p293             | Lech Garlicki                    | 1. Dez. 1993   | 1. Dez. 2001     |
| 2.        | SLD | p293             | Zdzisław Czeszejko-Sochacki      | 1. Dez. 1993   | 1. Dez. 2001     |
| 2.        | SLD | p293             | Wojciech Sokolewicz              | 1. Dez. 1993   | 31. Mai 1999 1   |
| 2.        | Solidarność und ZSL nahestehend | p293             | Błażej Wierzbowski               | 1. Dez. 1993   | 30. Nov. 1998 1  |
| 1.        | ? | q203             | Ferdynand Rymarz                 | 19. Febr. 1993 | 19. Febr. 2001   |
| 10. (PRL) | OKP-ZSL-SD | r239             | Andrzej Zoll                     | 1. Dez. 1989   | 30. Nov. 1997    |
| 10. (PRL) | OKP-ZSL-SD | r233             | Wojciech Łączkowski              | 1. Dez. 1989   | 30. Nov. 1997    |
| 10. (PRL) | OKP-ZSL-SD | r239             | Tomasz Dybowski                  | 1. Dez. 1989   | 30. Nov. 1997    |
| 10. (PRL) | OKP-ZSL-SD | r201             | Janina Zakrzewska                | 1. Dez. 1989   | 27. Mai 1995 2   |
| 10. (PRL) | OKP-ZSL-SD | s213             | Mieczysław Tyczka                | 1. Dez. 1989   | 17. Juni 1994 1  |
| 10. (PRL) | OKP-ZSL-SD | r250             | Antoni Filcek                    | 1. Dez. 1989   | 31. Okt. 1992 1  |
| 9. (PRL)  | ? | 336 (einstimmig) | Maria Łabor-Soroka               | 25. Nov. 1986  | 30. Nov. 1993    |
| 9. (PRL)  | Das Politbüro der PZPR ermöglichte mehreren Parteien bei der Richterwahl zu partizipieren. Laut dem Verfassungsrichter Zdzisław Czeszejko-Sochacki entfielen sechs Richter auf die PZPR, zwei Richter auf die ZSL und ein bis zwei Richter auf die SD. Ferner waren zwei bis drei Richter parteilos. | einstimmig       | Henryk Groszyk                   | 1. Dez. 1985   | 30. Nov. 1993    |
| 9. (PRL)  | Das Politbüro der PZPR ermöglichte mehreren Parteien bei der Richterwahl zu partizipieren. Laut dem Verfassungsrichter Zdzisław Czeszejko-Sochacki entfielen sechs Richter auf die PZPR, zwei Richter auf die ZSL und ein bis zwei Richter auf die SD. Ferner waren zwei bis drei Richter parteilos. | einstimmig       | Kazimierz Działocha (parteilos)  | 1. Dez. 1985   | 30. Nov. 1993    |
| 9. (PRL)  | Das Politbüro der PZPR ermöglichte mehreren Parteien bei der Richterwahl zu partizipieren. Laut dem Verfassungsrichter Zdzisław Czeszejko-Sochacki entfielen sechs Richter auf die PZPR, zwei Richter auf die ZSL und ein bis zwei Richter auf die SD. Ferner waren zwei bis drei Richter parteilos. | einstimmig       | Czesław Bakalarski               | 1. Dez. 1985   | 30. Nov. 1993    |
| 9. (PRL)  | Das Politbüro der PZPR ermöglichte mehreren Parteien bei der Richterwahl zu partizipieren. Laut dem Verfassungsrichter Zdzisław Czeszejko-Sochacki entfielen sechs Richter auf die PZPR, zwei Richter auf die ZSL und ein bis zwei Richter auf die SD. Ferner waren zwei bis drei Richter parteilos. | einstimmig       | Adam Józefowicz                  | 1. Dez. 1985   | 30. Nov. 1989    |
| 9. (PRL)  | Das Politbüro der PZPR ermöglichte mehreren Parteien bei der Richterwahl zu partizipieren. Laut dem Verfassungsrichter Zdzisław Czeszejko-Sochacki entfielen sechs Richter auf die PZPR, zwei Richter auf die ZSL und ein bis zwei Richter auf die SD. Ferner waren zwei bis drei Richter parteilos. | einstimmig       | Natalia Gajl (parteilos)         | 1. Dez. 1985   | 30. Nov. 1989    |
| 9. (PRL)  | Das Politbüro der PZPR ermöglichte mehreren Parteien bei der Richterwahl zu partizipieren. Laut dem Verfassungsrichter Zdzisław Czeszejko-Sochacki entfielen sechs Richter auf die PZPR, zwei Richter auf die ZSL und ein bis zwei Richter auf die SD. Ferner waren zwei bis drei Richter parteilos. | einstimmig       | Kazimierz Buchała                | 1. Dez. 1985   | 30. Nov. 1989    |
| 9. (PRL)  | Das Politbüro der PZPR ermöglichte mehreren Parteien bei der Richterwahl zu partizipieren. Laut dem Verfassungsrichter Zdzisław Czeszejko-Sochacki entfielen sechs Richter auf die PZPR, zwei Richter auf die ZSL und ein bis zwei Richter auf die SD. Ferner waren zwei bis drei Richter parteilos. | einstimmig       | Remigiusz Orzechowski            | 15. Nov. 1985  | 14. Sept. 1993 2 |
| 9. (PRL)  | Das Politbüro der PZPR ermöglichte mehreren Parteien bei der Richterwahl zu partizipieren. Laut dem Verfassungsrichter Zdzisław Czeszejko-Sochacki entfielen sechs Richter auf die PZPR, zwei Richter auf die ZSL und ein bis zwei Richter auf die SD. Ferner waren zwei bis drei Richter parteilos. | einstimmig       | Leonard Łukaszuk (PZPR)          | 15. Nov. 1985  | 30. Nov. 1993    |
| 9. (PRL)  | Das Politbüro der PZPR ermöglichte mehreren Parteien bei der Richterwahl zu partizipieren. Laut dem Verfassungsrichter Zdzisław Czeszejko-Sochacki entfielen sechs Richter auf die PZPR, zwei Richter auf die ZSL und ein bis zwei Richter auf die SD. Ferner waren zwei bis drei Richter parteilos. | einstimmig       | Stanisław Pawela                 | 15. Nov. 1985  | 30. Nov. 1989    |
| 9. (PRL)  | Das Politbüro der PZPR ermöglichte mehreren Parteien bei der Richterwahl zu partizipieren. Laut dem Verfassungsrichter Zdzisław Czeszejko-Sochacki entfielen sechs Richter auf die PZPR, zwei Richter auf die ZSL und ein bis zwei Richter auf die SD. Ferner waren zwei bis drei Richter parteilos. | einstimmig       | Alfons Klafkowski (parteilos)    | 15. Nov. 1985  | 30. Nov. 1989    |
| 9. (PRL)  | Das Politbüro der PZPR ermöglichte mehreren Parteien bei der Richterwahl zu partizipieren. Laut dem Verfassungsrichter Zdzisław Czeszejko-Sochacki entfielen sechs Richter auf die PZPR, zwei Richter auf die ZSL und ein bis zwei Richter auf die SD. Ferner waren zwei bis drei Richter parteilos. | einstimmig       | Andrzej Kabat                    | 15. Nov. 1985  | 30. Nov. 1989    |
| 9. (PRL)  | Das Politbüro der PZPR ermöglichte mehreren Parteien bei der Richterwahl zu partizipieren. Laut dem Verfassungsrichter Zdzisław Czeszejko-Sochacki entfielen sechs Richter auf die PZPR, zwei Richter auf die ZSL und ein bis zwei Richter auf die SD. Ferner waren zwei bis drei Richter parteilos. | einstimmig       | Henryk de Fiumel                 | 12. Nov. 1985  | 17. Juni 1986 2  |

1. ↑  Die Amtszeit ist unabhängig von der Legislaturperiode des Sejm.

Erläuterung:

## Vorsitzende
| Name                             | Amtsantritt        | Amtsabtritt   |
| -------------------------------- | ------------------ | ------------- |
| Julia Przyłębska                 | seit 21. Dez. 2016 |               |
| ehemalige Vorsitzende            |                    |               |
| Julia Przyłębska (kommissarisch) | 20. Dez. 2016      | 20. Dez. 2016 |
| Andrzej Rzepliński               | 3. Dez. 2010       | 19. Dez. 2016 |
| Bohdan Zdziennicki               | 26. Juni 2008      | 2. Dez. 2010  |
| Jerzy Stępień                    | 6. Nov. 2006       | 25. Juni 2008 |
| Marek Safjan                     | 6. Jan. 1998       | 5. Nov. 2006  |
| vakant                           | 1. Dez. 1997       | 5. Jan. 1998  |
| Andrzej Zoll                     | 19. Nov. 1993      | 30. Nov. 1997 |
| Mieczysław Tyczka                | 1. Dez. 1989       | 19. Nov. 1993 |
| Alfons Klafkowski                | 1. Dez. 1985       | 30. Nov. 1989 |

## Stellvertretende Vorsitzende
| Name                                   | Amtsantritt       | Amtsabtritt   |
| -------------------------------------- | ----------------- | ------------- |
| Mariusz Muszyński                      | seit 5. Juli 2017 |               |
| ehemalige stellvertretende Vorsitzende |                   |               |
| vakant                                 | 27. Juni 2017     | 4. Juli 2017  |
| Stanisław Biernat                      | 3. Dez. 2010      | 26. Juni 2017 |
| Marek Mazurkiewicz                     | 3. März 2010      | 2. Dez. 2010  |
| Janusz Niemcewicz                      | 2. Dez. 2006      | 2. März 2010  |
| Andrzej Mączyński                      | 2. Dez. 2001      | 1. Dez. 2006  |
| Janusz Trzciński                       | 1. Dez. 1993      | 1. Dez. 2001  |
| Leonard Łukaszuk                       | 1. Dez. 1985      | 30. Nov. 1993 |

Außer diesen vollberechtigten Verfassungsrichtern gibt es 6 Juristen, deren Status nicht geklärt ist. Roman Hauser, Andrzej Jakubecki und Krzysztof Ślebzak wurden zwar gegen Ende der 7. Legislaturperiode des Sejm von diesem gewählt, aber bisher nicht von Präsident Andrzej Duda vereidigt. Weitere drei Juristen, (Henryk Cioch, Lech Morawski, Mariusz Muszyński) wurden vom Sejm in der 8. Legislaturperiode gewählt, obwohl dies nicht der Verfassung entsprach, aber kurz darauf dennoch vom Präsident Andrzej Duda vereidigt.